# Mirna Macur
Mirna Macur, slovenska sociologinja, * 1969, Celje.
Deluje kot družboslovna raziskovalka na Nacionalnem inštitutu za javno zdravje, kjer med drugim proučuje zasvojenost z videoigrami, in predavateljica na Fakulteti za uporabne družbene študije.

## Življenjepis
V Velenju je končala naravoslovno-matematično srednjo šolo (program gimnazija).
Leta 1993 je diplomirala na Fakulteti za družbene vede v Ljubljani, smer družboslovna informatika z nalogo Razkritje identitete in vzorec popisnih podatkov. Leta 1996 je magistrira na isti fakulteti z nalogo Evalvacija kulturne politike na področju gledališke dejavnosti in leta 2000 še doktorirala pri mentorju Veljku Rusu z disertacijo Vpliv privatizacije na kakovost zdravstvenih storitev - evalvacija z vidika uporabnika. V času doktorskega študija je delovala tudi kot predsednica Društva mladih raziskovalcev Slovenije.
Disertacija je primer evalvacije privatizacije zdravstva – njeno uspešnost merimo s kakovostjo zdravstvenih storitev. Sodobni koncepti kakovosti postavljajo uporabnika v središče (uporabniki opredeljujejo kaj je kakovost in jo tudi evalvirajo), tudi sodobne težnje v evalvacijskih raziskavah dajejo uporabnikom vedno večji pomen, žal pa je njihov pomen v zdravstvu še vedno podrejen izvajalskemu. V delu je prikazana raziskava o kakovosti zdravstvenih storitev pri zasebnikih.
Med letoma 2007 in 2013 je bila prodekanja za študentske in študijske zadeve na Fakulteti za uporabne družbene študije (FUDŠ).

## Področja delovanja

### Izobraževalna dejavnost
- Statistika
- Kvantitativne raziskave v družboslovju
- Metodologije v družboslovju
- Kvalitativne raziskave

### Raziskovalna dejavnost
- Družboslovne raziskave
- Sodobni, inovativni izobraževalni procesi
- Intelektualni kapital in upravljanje z znanjem
- Zdravstveni sistemi, management v zdravstvu, kakovost zdravstvenih storitev
- Varstvo osebnih podatkov
- Soavtorica odmevne raziskave Družbeni stroški igralništva[mrtva povezava]